# Ночентини, Ринальдо
Ринальдо Ночентини (итал. Rinaldo Nocentini; род. 25 сентября 1977, Монтеварки, Италия) — итальянский профессиональный шоссейный велогонщик, выступающий c 2016 года за команду Sporting Clube de Portugal/Tavira.
10 июля 2009 года, на своём первом Тур де Франс, он стал лидером генеральной классификации, «отобрав» жёлтую майку у Фабиана Канчеллары.

## Достижения
1998
2-й  Чемпионат мира среди юниоров — Групповая гонка
1999
1-й — Этапы 9 и 10 Тур Лангкави
2003
1-й Джиро ди Тоскана
1-й Тур Австрии — Горная классификация
2004
1-й — Этап 5 Тур Польши
3-й Джиро дель Аппеннино
3-й Джиро дель Эмилия
2005
1-й Субида аль Наранко
2-й Кубок Сабатини
3-й Гран-при города Камайоре
2006
1-й Джиро дель Аппеннино
1-й Джиро дель Венето
1-й Кубок Плаччи
2-й Гран-при Фреда Менгони
2-й Три варезенские долины
3-й Трофей Лайгельи
2007
1-й Гран-при Мигеля Индурайна
1-й — Этап 4 Тур Средиземноморья
2008
1-й Гран-при Лугано
2-й Париж — Ницца — Генеральная классификация
2-й Тур дю От-Вар — Генеральная классификация
4-й Тур Средиземноморья — Генеральная классификация
10-й Джиро дель Эмилия
2009
1-й — Этап 7 Тур Калифорнии
7-й Гран-при Плюмлека и Морбиана
9-й Критериум Интернациональ — Генеральная классификация
10-й Флеш Валонь
 Лидер в Генеральной классификации после этапов 7-14 Тур де Франс
2010
1-й — Этап 1 Тур дю От-Вар
2-й Тур Средиземноморья — Генеральная классификация
2011
3-й Gran Premio dell'Insubria-Lugano
3-й Тур дю От-Вар — Генеральная классификация
6-й Тур Польши — Генеральная классификация
7-й Гран-при Лугано
9-й Гран-при Монреаля
10-й Гран-при Мигеля Индурайна
2012
4-й Тиррено — Адриатико — Генеральная классификация
5-й Критериум Интернациональ — Генеральная классификация
6-й Тур Польши — Генеральная классификация
6-й Тур Пекина — Генеральная классификация
9-й Тур Средиземноморья — Генеральная классификация
9-й Амстел Голд Рейс
2013
3-й Страде Бьянке
3-й Гран-при города Камайоре
4-й Gran Premio della Costa Etruschi
5-й Тур Омана — Генеральная классификация
10-й Флеш Валонь
2014
2-й Милан — Турин
8-й Тур Пекина — Генеральная классификация
10-й Джиро ди Ломбардия
2016
1-й  Трофей Хоакима Агостино Генеральная классификация
2-й Тур Азербайджана — Генеральная классификация
2017
2-й Вольта Алентежу — Генеральная классификация
1-й - Этап 1
3-й Чемпионат Италии — Групповая гонка
4-й Тур Португалии — Генеральная классификация
9-й Вольта Алгарви — Генеральная классификация
2018
1-й — Этапы 3 и 6 La Tropicale Amissa Bongo

### Гранд-туры
| Гонка           | 2000 | 2001 | 2002 | 2003 | 2004 | 2005 | 2006 | 2007 | 2008 | 2009 | 2010 | 2011 | 2012 | 2013 | 2014 | 2015 | 2016 | 2017 |
| --------------- | ---- | ---- | ---- | ---- | ---- | ---- | ---- | ---- | ---- | ---- | ---- | ---- | ---- | ---- | ---- | ---- | ---- | ---- |
| Джиро д'Италия  | 64   | 66   | —    | 60   | 34   | —    | —    | 47   | 56   | —    | —    | 70   | —    | —    | —    | 73   | —    | —    |
| Тур де Франс    | —    | —    | —    | —    | —    | —    | —    | —    | —    | 12   | 98   | —    | —    | —    | —    | —    | —    | —    |
| Вуэльта Испании | —    | —    | —    | —    | —    | —    | —    | —    | 23   | НФ   | 53   | —    | 18   | 53   | 96   | 85   | —    | —    |

| —  | Не участвовал  |
| НФ | Не финишировал |

- Ночентини, Ринальдо Архивная копия от 30 марта 2018 на Wayback Machine на FirstCycling  (англ.)
- Ночентини, Ринальдо на CQ ranking (англ.)
- Ночентини, Ринальдо на ProCyclingStats (англ.)
- Ночентини, Ринальдо на Cycling Archives (англ.)